# Clymenella mucosa
Clymenella mucosa är en ringmaskart som först beskrevs av Andrews 1891.  Clymenella mucosa ingår i släktet Clymenella och familjen Maldanidae.
Artens utbredningsområde är Mexikanska golfen. Inga underarter finns listade i Catalogue of Life.